# Die Tunisreise
Pour plus de détails, voir Fiche technique et Distribution.
Die Tunisreise (en français Le Voyage à Tunis) est un documentaire austro-suisse réalisé par Bruno Moll (de) en 2007.

## Synopsis
Ce documentaire relie deux trajectoires artistiques situées dans des époques différentes. La première concerne Paul Klee, dont le voyage à Tunis en 1914 marque considérablement son œuvre. La seconde correspond au réalisateur et peintre tunisien Nacer Khémir, qui s'inspire de l'œuvre de Klee. Le film montre le rapprochement des possibilités offertes par l'image et le dévoilement du lien entre deux artistes. Khémir entreprend, presque cent ans plus tard, le même périple que Klee et revient sur son passé, sur l'histoire et la culture de son pays.

## Fiche technique
- Réalisation : Bruno Moll (de)
- Production : Fama Film AG, Prisma Filmproduktion GmbH, Schweizer Fernsehen, Österreichischer Rundfunk
- Scénario : Bruno Moll (de)
- Image : Matthias Kälin
- Son : Roberto Filaferro et Martin Witz
- Musique : Jean-Sébastien Bach
- Montage : Anja Bombelli
- Interprètes : Nacer Khémir